# Eusarsiella hex
Eusarsiella hex is een mosselkreeftjessoort uit de familie van de Sarsiellidae.